# 背包客棧
背包客棧，俗稱背包論壇、背包客論壇、背包客網站，是臺灣的一個以旅遊資訊分享為基礎的網路論壇。依Alexa資料，截至2019年7月為止，該論壇是台灣最大的旅遊類型論壇，瀏覽人數為臺灣第252名。依Similarweb資料，截至2019年7月為止，台灣旅遊類(Travel and Tourism)排名第1名。

## 簡介
背包客棧是由網名「小眼睛先生」的何瑞，夥同網名為「布大俠」的同學，於2004年創設。何瑞在就讀國立台灣大學工商管理學系時對旅遊產生興趣。在旅行過程中，他發現當時中文圈的自助旅行，在蒐集資料時並不方便。於是何瑞便與布大俠一同開設了背包客棧，希望幫助背包客做好行前規劃、同時推廣自助旅行的概念。 
背包客棧共有146.6萬註冊會員，191萬篇主題，1008萬篇文章。主要使用者裡有69.5%來自臺灣，其餘依序為香港（9.1%）、日本（5.1%） 。會員登記採自由註冊制，以電子郵件認證,手機認證則照會員意願。
於2010年，背包客棧創辦人小眼睛先生獲邀至三立都會台行腳節目-世界那麼大與主持人小豫兒(李佳豫)一同至泰國泰北旅行。

## 網站系統與服務
︁背包客棧首頁分為三大系統模組：分別為旅行論壇、背包攻略、以及比價系統。其中，2004年建立的旅行論壇，為最早開通的功能。其使用 vBulletin 3.8 論壇系統，外加大量 Mod 修改而成。在論壇建立同時，背包客棧也開通了共筆性Wiki「背包攻略」，引擎為Mediawiki 1.4.9。背包攻略的內容要求以創用CC授權的署名（BY）-相同方式共享（SA）授權，而論壇預設同以該授權釋出，以方便把內容轉移至背包攻略。
2008年，背包客棧開通訂房比價功能。該功能允許用戶按照關鍵字與目的地，提供指定範圍內的資訊，並連到相關網站。
景點地圖是背包客棧自行建立的景點資訊資料庫。包含全球景點、飯店、餐廳、車站等等資訊。景點地圖App於2017年獲選香港電影、報刊及物品管理辦事處優秀網站選舉暨健康手機/平版電腦應用程式。
2016年，背包客棧推出官方手機程式「背包地圖」 ，並提供iOS與Android版本。

## 相關新聞
- 熱門旅遊社群的靈魂揭秘─專訪《背包客棧》創辦人：小眼睛先生﹝上下集均已上線﹞- 工頭堅部落 | 時代的風 | 三導遊記夫 2006年3月24日 [14]

## 外部連結
- 背包客棧 （页面存档备份，存于）
- 背包客棧簡體版 （页面存档备份，存于）
- 背包客棧Facebook專頁 （页面存档备份，存于）
- 背包客棧Instagram
- 背包客棧Linkedin